# 下仁田バイパス
下仁田バイパス（しもにたバイパス）は、群馬県富岡市と甘楽郡下仁田町にある国道254号のバイパスである。バイパスの通っている下仁田町の地名をとり、馬山バイパス（まやまバイパス）と呼ばれることも多い。

## 概要
このバイパスの開通以前は富岡市の上小林から南蛇井経由で下仁田町へと抜けていたが、道幅が広いとはいえず、また、付近に小学校があるため、通学路としても利用されていた。開通後は、こちらのほうが下仁田へと短時間で行ける事などもあり、下仁田方面へと向かう車のほとんどはこちらを通るようになった。また、上信越自動車道の下仁田インターチェンジへのアクセス道路としても機能している。
下仁田インターチェンジのほかに、沿線にはガソリンスタンド、コンビニエンスストア、土産屋などの施設が開通後に作られた。また、インターを降り、下仁田方面へ少し進むと、道の駅しもにたがある。
旧道となった南蛇井経由の道は、その後、馬山から南蛇井の信号までの区間は県道48号（主要地方道）の一部として一般国道から降格し、残りは国道指定から外れ、一般道として利用されている。なお、旧道区間の国道標識ははずされているのだが、区間内（それも県道指定のされている区間）にある歩道橋には、「一般国道254号」の文字が未だに残されている。

## 通過自治体
- 群馬県
  - 富岡市
  - 甘楽郡下仁田町